# ولسوالی کیتی
ولسوالی کیتی یکی از ۹ ولسوالی ولایت دایکندی، به مرکزیت شهر کیتی در مرکز افغانستان است. گیتی از ولسوالی‌های درجه سوم ولایت دایکندی بوده، ۱٬۴۵۳ کیلومترمربع مساحت دارد و جمعیت آن در سال ۱۳۹۹ حدود ۵۶٬۴۳۶ نفر می‌باشد.

## جغرافیا
| ژ                                                   | ف       | م       | آ         | م        | ژ       | ژ       | آ       | س       | اُ        | ن       | د       |
| ۱۵ ۶ ۵−                                             | ۶۵ ۸ ۳− | ۵۳ ۱۹ ۲ | ۱۰۳ ۲۹ ۱۰ | ۲۲ ۳۷ ۱۸ | ۷ ۴۴ ۲۲ | ۱ ۴۴ ۲۵ | ۵ ۴۳ ۲۳ | ۶ ۳۸ ۱۵ | ۲۹ ۳۰ ۱۲ | ۱۸ ۲۰ ۵ | ۱۲ ۸ ۱− |
| میانگین بالاترین و پایین‌ترین دما به مقیاس سانتیگراد |         |         |           |          |         |         |         |         |          |         |         |
| بارندگی به مقیاس میلی‌متر                            |         |         |           |          |         |         |         |         |          |         |         |
| منبع: Climate-Data.org                              |         |         |           |          |         |         |         |         |          |         |         |

| مقیاس فارنهایت و اینچ                              | مقیاس فارنهایت و اینچ | مقیاس فارنهایت و اینچ | مقیاس فارنهایت و اینچ | مقیاس فارنهایت و اینچ | مقیاس فارنهایت و اینچ | مقیاس فارنهایت و اینچ | مقیاس فارنهایت و اینچ | مقیاس فارنهایت و اینچ | مقیاس فارنهایت و اینچ | مقیاس فارنهایت و اینچ | مقیاس فارنهایت و اینچ |
| -------------------------------------------------- | --------------------- | --------------------- | --------------------- | --------------------- | --------------------- | --------------------- | --------------------- | --------------------- | --------------------- | --------------------- | --------------------- |
| ژ                                                  | ف                     | م                     | آ                     | م                     | ژ                     | ژ                     | آ                     | س                     | اُ                     | ن                     | د                     |
| ۰٫۶ ۴۳۲۳                                           | ۲٫۶ ۴۶۲۷              | ۲٫۱ ۶۶۳۶              | ۴٫۱ ۸۴۵۰              | ۰٫۹ ۹۹۶۴              | ۰٫۳ ۱۱۱۷۲             | ۰ ۱۱۱۷۷               | ۰٫۲ ۱۰۹۷۳             | ۰٫۲ ۱۰۰۵۹             | ۱٫۱ ۸۶۵۴              | ۰٫۷ ۶۸۴۱              | ۰٫۵ ۴۶۳۰              |
| میانگین بالاترین و پایین‌ترین دما به مقیاس فارنهایت |                       |                       |                       |                       |                       |                       |                       |                       |                       |                       |                       |
| بارندگی به مقیاس اینچ                              |                       |                       |                       |                       |                       |                       |                       |                       |                       |                       |                       |

| ژ                                                   | ف       | م       | آ         | م        | ژ       | ژ       | آ       | س       | اُ        | ن       | د       |
| ۱۵ ۶ ۵−                                             | ۶۵ ۸ ۳− | ۵۳ ۱۹ ۲ | ۱۰۳ ۲۹ ۱۰ | ۲۲ ۳۷ ۱۸ | ۷ ۴۴ ۲۲ | ۱ ۴۴ ۲۵ | ۵ ۴۳ ۲۳ | ۶ ۳۸ ۱۵ | ۲۹ ۳۰ ۱۲ | ۱۸ ۲۰ ۵ | ۱۲ ۸ ۱− |
| میانگین بالاترین و پایین‌ترین دما به مقیاس سانتیگراد |         |         |           |          |         |         |         |         |          |         |         |
| بارندگی به مقیاس میلی‌متر                            |         |         |           |          |         |         |         |         |          |         |         |
| منبع: Climate-Data.org                              |         |         |           |          |         |         |         |         |          |         |         |

| مقیاس فارنهایت و اینچ                              | مقیاس فارنهایت و اینچ | مقیاس فارنهایت و اینچ | مقیاس فارنهایت و اینچ | مقیاس فارنهایت و اینچ | مقیاس فارنهایت و اینچ | مقیاس فارنهایت و اینچ | مقیاس فارنهایت و اینچ | مقیاس فارنهایت و اینچ | مقیاس فارنهایت و اینچ | مقیاس فارنهایت و اینچ | مقیاس فارنهایت و اینچ |
| -------------------------------------------------- | --------------------- | --------------------- | --------------------- | --------------------- | --------------------- | --------------------- | --------------------- | --------------------- | --------------------- | --------------------- | --------------------- |
| ژ                                                  | ف                     | م                     | آ                     | م                     | ژ                     | ژ                     | آ                     | س                     | اُ                     | ن                     | د                     |
| ۰٫۶ ۴۳۲۳                                           | ۲٫۶ ۴۶۲۷              | ۲٫۱ ۶۶۳۶              | ۴٫۱ ۸۴۵۰              | ۰٫۹ ۹۹۶۴              | ۰٫۳ ۱۱۱۷۲             | ۰ ۱۱۱۷۷               | ۰٫۲ ۱۰۹۷۳             | ۰٫۲ ۱۰۰۵۹             | ۱٫۱ ۸۶۵۴              | ۰٫۷ ۶۸۴۱              | ۰٫۵ ۴۶۳۰              |
| میانگین بالاترین و پایین‌ترین دما به مقیاس فارنهایت |                       |                       |                       |                       |                       |                       |                       |                       |                       |                       |                       |
| بارندگی به مقیاس اینچ                              |                       |                       |                       |                       |                       |                       |                       |                       |                       |                       |                       |

## بهداشت
ریاست صحت عامه ولایت دایکندی در ۲۷ جوزای ۱۴۰۰، یک مرکز تشخیصیه کرونا و یک مرکز تولید آکسیجن جهت مبارزه با ویروس کرونا در ولسوالی کیتی افتتاح کرد.

## ورزش
فوتبال ورزش مورد علاقه ولسوالی کیتی و تیم فوتبال اتحاد کیتی قویترین تیم فوتبال ولایت دایکندی می‌باشد. این تیم در مسابقات فوتبال به مناسبت سال نو که میان ۲۲ تیم از سطح ولایت دایکندی در شهر نیلی برگزار شده بود، توانست قهرمان این مسابقات شود. تیم‌های فوتبال آزادی شهرستان و اتحاد کیتی توانستند بعد از شکست دادن حریفان شان به فینال این مسابقات راه‌یابند. تیم اتحاد کیتی توانست تیم آزادی شهرستان را ۲ بر ۰ در هم کوبد و جام قهرمانی را بالای سر برد.